# Arnold Hesse
Ernst Friedrich Arnold Hesse (* 21. März 1838 in Neuhaldensleben; † 27. Dezember 1908 in Dresden) war ein deutscher Richter.

## Leben
Hesse studierte Rechtswissenschaft an der Königlichen Universität zu Greifswald und wurde 1858 im Corps Borussia Greifswald aktiv. Nach den Examen  trat er in die Rechtspflege des  Königreichs Preußen. Am 18. Juni 1861  vereidigt, wurde er 1869 Kreisrichter, 1877 Kreisgerichtsrat und 1879 Amtsgerichtsrat. Er wurde 1882 zum Landgerichtsrat, 1886 zum Oberlandesgerichtsrat und 1893 zum Landgerichtspräsidenten ernannt. Am 1. Januar 1897 wurde er in den IV. Strafsenat des Reichsgerichts berufen. Zum 1. Mai 1899 wechselte er in den  IV. Zivilsenat. Mit Erreichen der Altersgrenze wurde er am 1. Oktober 1904 pensioniert. Er starb mit 70 Jahren.